# Пивоваренный завод имени Степана Разина
Пивоваренный завод имени Степана Разина — бывшее пивоваренное предприятие в Санкт-Петербурге. Основан в 1790-х годах.

## История
Основателем завода близ Старо-Калинкина моста (от названия существовавшей ещё до основания Петербурга финской деревни Кальюла, по-русски — Каллина) над рекой Фонтанкой был английский подданный Ной Казалет.
В 1848 году его сын, владелец пивзавода Пётр Ноич Казалет, объединил капиталы с Фёдором Кроном (владельцем пивоваренного завода на Калашниковской набережной), и предприятие стало работать под фирмой «Казалет, Крон и Ko». Общее название пивзавода стало Калинкинский пивоваренный завод.
В 1862 году было учреждено Калинкинское пивоваренное и медоваренное товарищество. К 1914 году Калинкинский пивоваренный завод стал крупнейшим в Российской империи и производил до 5,5 млн вёдер пива в год.
С 1922 года завод стал именоваться «завод им. Стеньки Разина» и был взят в аренду Петроградским единым потребительским обществом (ПЕПО).
С 1971 по 1986 завод входил в состав Ленинградского производственного объединения пивоваренной и безалкогольной промышленности имени Степана Разина как головное предприятие. Кроме него в состав объединения вошли ленинградские пивзаводы «Красная Бавария» и «Вена», а также Выборгский, Петрозаводский, Сортавальский пивзаводы, завод минеральной воды «Полюстрово», Гатчинское производство безалкогольных напитков, Гостинопольское соко-экстрактное производство, углекислотное производство и др.
В 1986 году был образован Ленинградский комбинат пивоваренной и безалкогольной промышленности. В 1993 году комбинат акционировался.
В 2005 году предприятие вошло в ГК Heineken в России.
В конце 2007 года ООО «Комбинат им. Степана Разина» изменил своё название на «Пивоваренный завод им. Степана Разина» и вошёл в качестве филиала в ООО «Объединённые Пивоварни Хейнекен».
С сентября 2009 года завод им. Степана Разина перестал варить пиво и начал работать в качестве дистрибуционного центра группы Heineken, а пиво «Степан Разин», «Петровское», «Адмиралтейское» и «Специальное» стала варить петербургская «Пивоварня Хайнекен».
8 апреля 2013 года Heineken продал площадку пивоваренного завода им. Степана Разина в Санкт-Петербурге.
В настоящее время — Технопарк «Степан Разин».

## Продукция
Бренды, выпускаемые на заводе после вхождения в ГК Heineken: «Три Медведя», «Охота», «ПИТ» (все — бренды федерального уровня), «Степан Разин Петровское», «Степан Разин Адмиралтейское», «Степан Разин Специальное», «Калинкинъ» (все — бренды регионального уровня).
Завод до 2009 года также производил квас «Степан Тимофеевич».
Пиво выпускалось в стеклянных бутылках, бутылках ПЭТ от 1,5 л до 2,5 л, алюминиевых банках.

## Спонсорство
С 2001 по 2005 года — генеральный спонсор мужского гандбольного клуба «Нева — Спартак».